# Pantostomus fruticicola
Pantostomus fruticicola är en tvåvingeart som beskrevs av Hesse 1956. Pantostomus fruticicola ingår i släktet Pantostomus och familjen svävflugor. Inga underarter finns listade i Catalogue of Life.